# RAF Debden

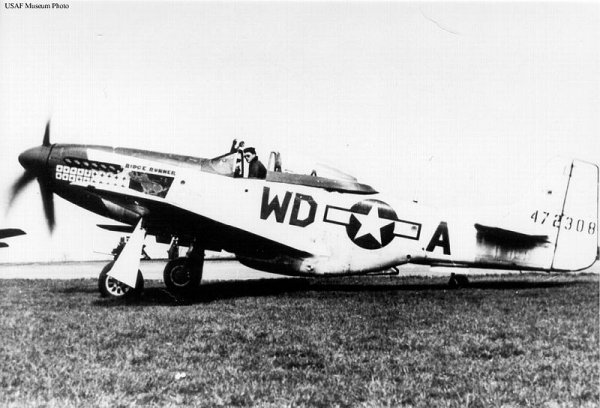
North American P-51D-20-NA Mustang Serial 44-72308 du de chasse.

RAF Debden était une base aérienne de la Royal Air Force en Angleterre.  L'aéroport est situé au sud-est de Saffron Walden et au nord du village de Debden dans le Nord Essex.

## Utilisation par le RAF Fighter Command
La base a été ouverte en avril 1937 et a d'abord été utilisée par la Royal Air Force. Durant les premières années de la Seconde Guerre mondiale, elle a été une  Sector Station, avec une salle des opérations pour le Groupe N°11 de la RAF lors de la bataille d'Angleterre. Différentes unités de la RAF  y ont été basées dont les escadrons 1, 17, 29, 65, 73, 80, 85, 87, 111, 157, 257, 418, 504 et 601.
L'aéroport a été attaqué plusieurs fois durant Bataille d'Angleterre. Le premier raid aérien a eu lieu le 18 juin 1940, mais les premières bombes n'ont été larguées que sept jours plus tard. Le 2 août a eu lieu une attaque très dure qui a détruit plusieurs bâtiments et a tué cinq personnes, suivie par une autre attaque encore plus sévère le 31 août.  Durant les mois d'août et septembre, la chasse de Debden a abattu soixante-dix avions, trente de probables et touché quarante et un.

## Utilisation par l'USAAF
L'aéroport a été transféré le 12 septembre 1942 à la Eighth Air Force de l'United States Army Air Force.  Debden a été baptisé par l'USAAF Station 156.